# Poritia
Poritia är ett släkte av fjärilar. Poritia ingår i familjen juvelvingar.

## Bildgalleri

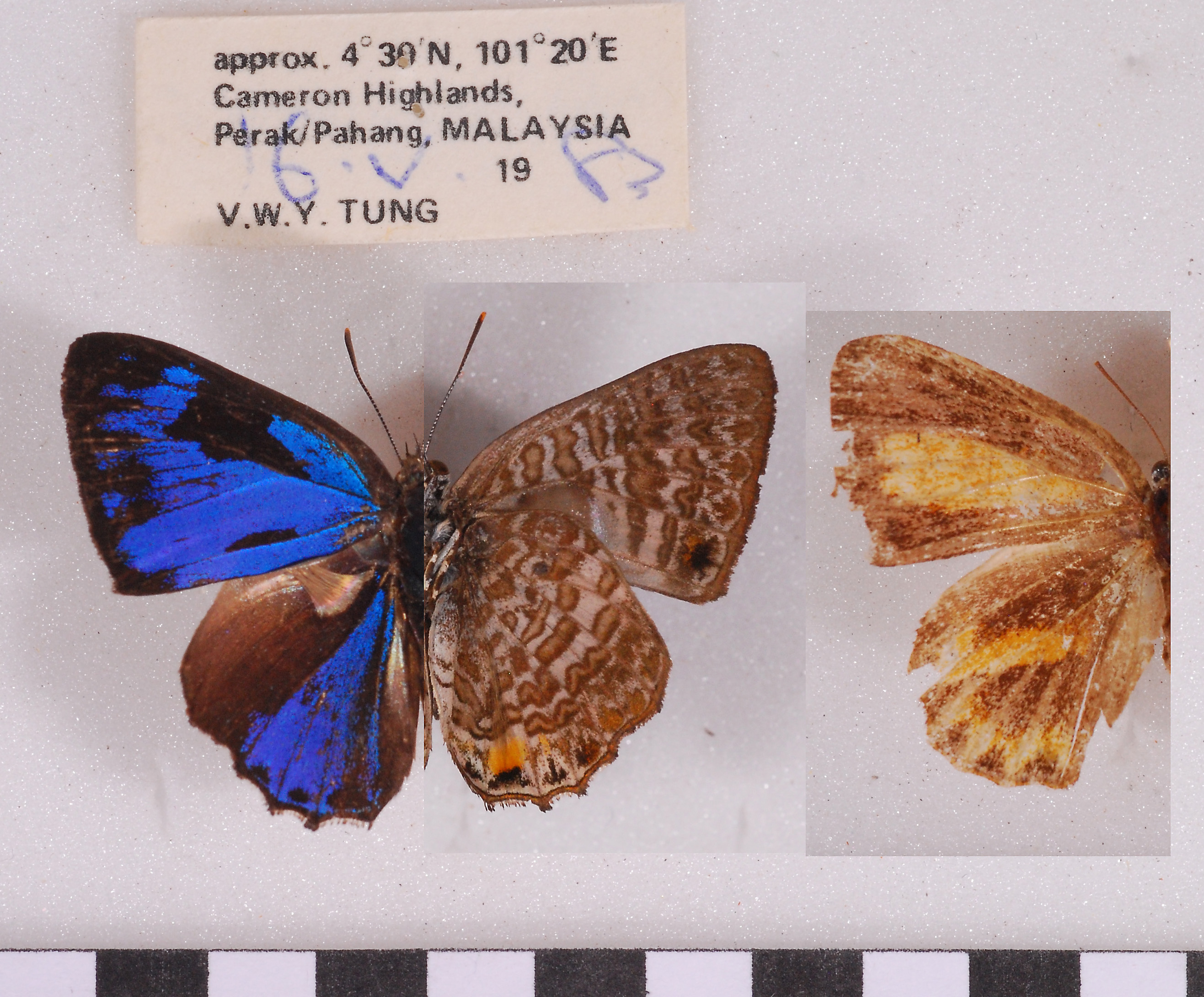

## Dottertaxa tillPoritia, i alfabetisk ordning[1]
- Poritia ampsaga
- Poritia bilitis
- Poritia binghami
- Poritia chimara
- Poritia coronata
- Poritia courvoisieri
- Poritia dawna
- Poritia demaculata
- Poritia elegans
- Poritia elsiei
- Poritia erycinoides
- Poritia evansi
- Poritia fruhstorferi
- Poritia geta
- Poritia graecia
- Poritia hayashii
- Poritia hewitsoni
- Poritia howarthi
- Poritia interjecta
- Poritia javanica
- Poritia karennia
- Poritia kinoshitai
- Poritia krishna
- Poritia lugubris
- Poritia manilia
- Poritia marakata
- Poritia milia
- Poritia morishitai
- Poritia naukydes
- Poritia niasina
- Poritia nicias
- Poritia nigra
- Poritia nigritia
- Poritia nila
- Poritia ornata
- Poritia palilia
- Poritia patina
- Poritia pellonia
- Poritia phalena
- Poritia phalia
- Poritia phaluke
- Poritia phama
- Poritia phare
- Poritia pharyge
- Poritia pheda
- Poritia pheretia
- Poritia philota
- Poritia phormedon
- Poritia phraatica
- Poritia phraetrae
- Poritia plateni
- Poritia pleurata
- Poritia promula
- Poritia proxina
- Poritia psophis
- Poritia rajata
- Poritia regia
- Poritia sebethis
- Poritia sugimotoi
- Poritia taimana
- Poritia taleva
- Poritia tavoyana
- Poritia trishna